# Jesu under

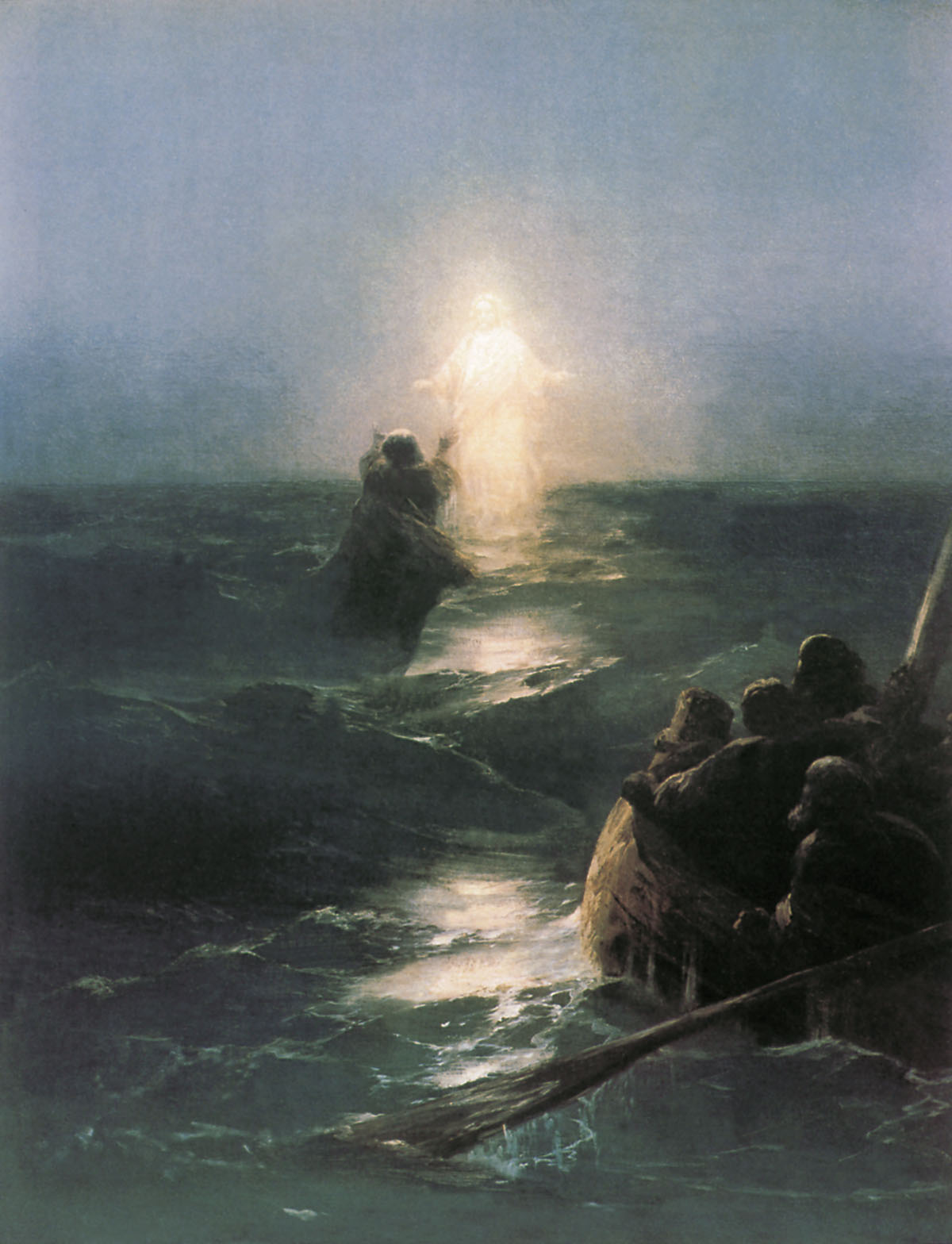
Jesus går på vattnet, målning av Ivan Ajvazovskij från år 1888.

Jesu under avser de underverk som Jesus enligt Bibeln utförde. Där beskrivs bland annat hur han går på vattnet, förvandlar vatten till vin, helar och väcker döda människor till liv.